# Усола-Вонжеполь
Усола-Вонжеполь (мар. Усола Вончӱмбал) — деревня в Моркинском районе Республики Марий Эл. Входит в состав Октябрьского сельского поселения.

## География
Находится в юго-восточной части республики Марий Эл на расстоянии приблизительно 22 км по прямой на запад-юго-запад от районного центра посёлка Морки.

## История
Известна с 1859 года как Усола, околоток деревни Вонжеполь (Улыл Сола) с деревни 10 дворами и 72 жителями. В 1886 году здесь числилось 17 дворов, 86 человек, большинство мари, в 1905 23 двора и 135 жителей, в 1924 году 198 человек, в 1959 году 163 жителя. В 2004 году в деревне находилось 19 домов. В советское время работали колхозы «У корно», «Дружба», «Рассвет», позднее СПК «Шыраган».

## Население
Население составляло 55 человек (мари 100 %) в 2002 году, 40 в 2010.